# Кубаляк (род)
Кубаляк, также кубалек — род в составе башкир-табын, этнически связанный с родом телеу.

## Известные представители рода
- Баим Кидраев -- участник Крестьянской войны 1773—1775 гг.;
- Айгиз Баймухаметов — писатель;
- Айнур Мансуров — певец;
- Роза Акучукова — певица;
- Физалия Рахимова (Галина) — народная актриса Республики Башкортостан.

## Родовой состав
Родовые подразделения: баим, ювашбай, карагай, муса, субэй, суваш, сандыр, тукус, утэй, сарт.

## Этническая история
В прошении Бабиша Аслаева из Телевской волости, написанном в 1680 г., видно, что его дед Кубаляк, ногаец по происхождению, был в конце XVI — начале XVII веков припущенником Табынской волости. Припущенниками на условиях уплаты части ясака также стали отец Бабиша и он сам. Их потомкам удалось добиться вотчинного права — стать владельцами части табынских общинных земель, в документах 1722 и 1733 годов упоминаемых как Кубалякская волость, расположенная на Ногайской даруге. Очевидно, кубаляки не сразу отделились от табынцев: в документах того времени упоминается также Кубаляк-Табынская волость, находящаяся на Сибирской даруге.
В род кубаляк вошло и несколько телеуских ара (родовых подразделений), вследствие чего род кубаляк иногда называют кубаляк-телеу.
В 1795 г. в составе Кубалякской волости находились деревни Абзаково, Аслаево, Баимово, Балапаново, Батталово, Габдиново, Кубагушево, Казаккулово, Муракаево, Рахметово, Туишево, Яйкарово и Яникеево, в которых насчитывалось 277 дворов с 2034 жителями. В 1864—1865 гг., когда вместо кровно-родственных волостей образовались территориальные, возникла объединённая Кубаляк-Телевская волость.
Общая характеристика деревень Кубалякской волости показывает, что они возникли в 30-х годах XVIII в. и носят имена основателей и гидронима. Население в этническом отношении было однородным, занимавшееся полукочевым скотоводством, сочетавшимся с промыслами и внедряющимся земледелием.

### Этнические связи с монголами
Согласно Р. Г. Кузееву, роды кубаляк и телеу наиболее близки кара-табынцам. Эти роды по всем признакам принадлежали к восточным табынцам, в то же время имеют некоторые особенности в языке и культуре. Рядом авторов аргументирована точка зрения о монгольском происхождении табынцев. Исследователи отождествляют их с монгольскими тавнангутами и бурятскими табангутами. По мнению А. С. Сальманова, табыны являются потомками монголоязычных татабов.
Ранняя история родов кубаляк и телеу, по Р. Г. Кузееву, связана с гаогюйцами (теле), пребывавших в составе северных хунну, которые в свою очередь сильно смешались с преимущественно монголоязычными племенами сяньби. Традиционно гаогюйцы отождествляются с тюркскими племенами. При этом в отношении гаогюйцев такие авторы, как Н. Я. Бичурин и А. С. Шабалов, придерживались мнения, что они по происхождению были монголами. Также определённую роль в этническом формировании родов кубаляк и телеу сыграли взаимодействия их предков с монгольскими племенами Западной Монголии.
А. 3. Асфандияров происхождение рода кубеляк связывал с ногайцами. По мнению М. Ходарковского, Ю. А. Евстигнеева, М. Т. Тынышпаева, основу ногайцев первоначально составляло монгольское племя мангыт, ассимилированное в дальнейшем кипчаками.

## Этимология
Этноним «кубаляк» в дословном переводе с башкирского языка означает «бабочка».

## Территория расселения
Кубаляки проживают в Абзелиловском, Белорецком (Абзаково) и Учалинском (Кубагушево, Казаккулово (и выселок Узунгулово) и Батталово) районах Республики Башкортостан.

## Фамилии рода
Казаккуловы, Мансуровы, Рамазановы, Билаловы, Магасумовы, Аккучуковы, Фазыловы, Тукусер, Галиуллины, Низамовы и др.